# Le Caylar
Le Caylar är en kommun i departementet Hérault i regionen Occitanien i södra Frankrike. Kommunen ligger i kantonen Le Caylar som tillhör arrondissementet Lodève. År 2022 hade Le Caylar 462 invånare.

## Befolkningsutveckling
Antalet invånare i kommunen Le Caylar
Referens:INSEE